# Si accettano scommesse
Si Accettano scommesse  è il diciassettesimo album del cantante napoletano Tony Colombo, del 2009 distribuito dalla Record's Music, cantato da una delle sue controparti, Antonio, quindi da lui firmato. 

## Tracce
1. Sotto e Stelle
2. Tre Parole
3. Mai Nessuna
4. 'Nun tremmà
5. Ma cos'è
6. Io e te
7. Scusa se ti chiamo amore
8. Ragazza Madre
9. Tu sola sei
10. Non vuoi amarmi più
11. Cenerentola e de Napule

                                                        Titolo 12 Io T'Arrubbasse

Titolo 13 Una Realtà